# Јуџи Сакакура
Јуџи Сакакура (јап. 阪倉 裕二; 7. јун 1967) бивши је јапански фудбалер.

## Каријера
Током каријере је играо за ЈЕФ Јунајтед Ичихара, Нагоја Грампус и Brummell Sendai.

## Репрезентација
За репрезентацију Јапана дебитовао је 1990. године. За тај тим је одиграо 6 утакмица.

## Статистика
| Јапан  | Јапан   | Јапан  |
| Година | Наступи | Голови |
| ------ | ------- | ------ |
| 1990.  | 5       | 0      |
| 1991.  | 1       | 0      |
| Укупно | 6       | 0      |